# Peonio (prefetto del pretorio)
Peonio (latino: Paeonius; floruit 456–457) fu un politico dell'Impero romano d'Occidente.

## Biografia
Peonio non era di famiglia aristocratica, ma probabilmente di origine curiale; riuscì però a sposare una donna di lignaggio superiore, e grazie al denaro che aveva permise alla figlia  di sposare un aristocratico dotandola di una notevole dote. Di lui si sa che possedeva una casa ad Arelate, e che esercitava una forte influenza sulla popolazione.
Dopo la caduta dell'imperatore Avito, nel 456, vi fu un periodo di interregno senza Imperatore d'Occidente. Peonio si segnala come capo della fazione dei giovani nobili (sebbene lui stesso non fosse più giovane), nella coniuratio Marcellana che si materializzò in Gallia. Per di più, approfittò del vuoto di potere per prendere possesso della Prefettura del pretorio delle Gallie, sebbene all'epoca fosse solo vir spectabilis.
L'imperatore Maggioriano, salito al trono nel 457, confermò la carica di Peonio, ma lo sostituì poco dopo col nobile Magno.